# Lepidospora ayyalonica
Lepidospora ayyalonica ist eine nur aus der israelischen Ajalon-Höhle bekannte Art der Fischchen.

## Entdeckung
Die Ajalon-Höhle befindet sich in einem Kalksteinbruch etwa vier Kilometer südöstlich der Stadt Ramla, etwa 24 Kilometer vom Mittelmeer entfernt im israelischen Zentralbezirk. Im März 2006 wurde bei Arbeiten mit einem Bulldozer ein Eingang zur Höhle freigelegt. In der Höhle fanden hinzugezogene Wissenschaftler acht neue Arten von Wirbellosen, darunter Lepidospora ayyalonica.

## Merkmale
Lepidospora ayyalonica ist ein Fischchen von etwa 17 Millimetern Länge, von denen etwa zehn Millimeter auf den Körper entfallen.  Es hat einen langgestreckten unpigmentierten Körper und zeichnet sich durch sehr lange symmetrische Fühler aus, die bis über den Hinterleib hinaus ragen.  Die Glieder der Unterkiefertaster, insbesondere die jeweils beiden apikalen, sind lang und dünn. Kopf und Körper weisen zahlreiche blasse oder hyaline Schuppen und Setae auf.

## Systematik und Taxonomie
Lepidospora ayyalonica unterscheidet sich von den übrigen Vertretern der Gattung Lepidospora durch fehlende Haken an der Basis der Cerci und durch die Kombination verschiedener weiterer anatomischer Merkmale, insbesondere der langen Fühler und Unterkiefertaster.  Die Art wurde bei der Beschreibung mit mehreren anderen aus dem östlichen Mittelmeerraum und dem Irak stammenden Vertretern der Gattung in die Untergattung Lepidospora (Lepidospora) gestellt.  Die übrigen Arten der Untergattung zeichnen sich durch teilweise fehlende Haken an den Cerci aus.  Die zweite Untergattung ist Lepidospora (Brinkina).
Zur wissenschaftlichen Bestimmung der Art diente ein einziges von Amos Frumkin 2006 in der Ajalon-Höhle gefundenes männliches Tier aus der Sammlung der Hebräischen Universität von Jerusalem.
Mit dem Namen der Art wird auf die Ajalon-Höhle als Typuslokalität Bezug genommen, die wiederum in dem bereits im Alten Testament (Jos 10,12 ) genannten Tal von Ajalon liegt.

## Ökologie
Die Ajalon-Höhle bildete bis zu ihrer Freilegung ein von der Außenwelt abgeschlossenes Ökosystem, in das wegen einer darüber liegenden und Dutzende Meter starken Kalksteinschicht weder Wasser noch organisches Material von der Oberfläche eindringen konnte. Die Höhle besteht neben einer Anzahl von Gängen aus einer großen Kammer mit einem See, in dem sich salzhaltiges Grundwasser mit einer hohen Konzentration von Schwefelwasserstoff befindet. Das Ökosystem der Ajalon-Höhle basiert auf der von großen Mengen schwefeloxidierender Bakterien produzierten Biomasse.
An Höhlentieren fand man neben Lepidospora ayyalonica lebende Populationen von Krebstieren, den Pseudoskorpion Ayyalonia dimentmani, Springschwänze, sowie etwa dreißig tote Exemplare des Skorpions Akrav israchanani. Die stark verlängerten Fühler und Mundwerkzeuge von Lepidospora ayyalonica deuten auf ein Höhlentier hin. Da nur ein einziges Tier gefunden wurde, ist die Frage ungeklärt, ob es sich tatsächlich um einen Troglobionten der Ajalon-Höhle handelt, oder um einen Bodenbewohner der Region, der nach der Öffnung der Höhle zufällig dort hinein gelangte.